# Ralph Dawirs
Ralph R. Dawirs (* 1954) ist ein deutscher Hochschullehrer, Hirnforscher und Sachbuchautor.
1982 promovierte er über das Thema Laboruntersuchungen zur larvalen Entwicklung von Carcinus maenas L. (Decapoda, Portunidae) und Pagurus bernhardus L. (Decapoda, Paguridae)  an der Universität Kiel zum Dr. rer. nat. Er war Leiter der  Forschungsabteilung der Kinder- und Jugendabteilung für Psychische Gesundheit am Universitätsklinikum Erlangen. Zusammen mit Gunther Moll veröffentlichte er drei Sachbücher, ferner ein allein verfasstes Sachbuch bei Beltz.
Er ist verheiratet und hat zwei Kinder.

## Werke
- 2006: Hallo – hier spricht mein Gehirn, Beltz, ISBN 978-3-407-85895-5 (mit Gunther Moll und Svenja Niescken)
- 2008: Endlich in der Pubertät!, Beltz, ISBN 978-3-407-85874-0 (mit Gunther Moll)
- 2010: Die 10 größten Erziehungsirrtümer und wie wir es besser machen können, Beltz, ISBN 978-3-407-85910-5 (mit Gunther Moll)[3]
  - 2016: „Gegessen wird, was auf den Tisch kommt!“: die 10 größten Erziehungsirrtümer, Goldmann, ISBN 978-3-442-17527-7 (mit Gunther Moll)
- 2012: Riskante Jahre, Beltz, ISBN 978-3-407-85935-8